# Saturnino de la Fuente García
Saturnino de la Fuente García (ur. 11 lutego 1909, zm. 18 stycznia 2022) – hiszpański superstulatek, w chwili śmierci najstarszy żyjący mężczyzna na świecie.

## Życiorys
Pochodził z miasta León. Urodził się 11 lutego 1909, choć sam utrzymywał, że urodził się 8 lutego tego samego roku, ale rodzice nie będąc pewnymi czy przeżyje, zgodnie z ówczesną praktyką zarejestrowali jego narodziny dopiero kilka dni później. Od 13 roku życia przez kolejnych 30 lat pracował jako szewc w fabryce obuwia. W trakcie hiszpańskiej wojny domowej wykonywał obuwie dla żołnierzy nie biorąc udziału w działaniach wojennych. W 1937 przeżył katastrofę lotniczą (na budynek, w którym się znajdował spadł samolot). W latach 50. XX wieku założył w swoim rodzinnym mieście León – lokalny klub piłkarski CD Puente Castro, którego został później członkiem honorowym. Fuente doczekał się 8 dzieci, 14 wnuków i 22 prawnuków.
12 sierpnia 2021 po śmierci Emilio Flores Márqueza został najstarszym żyjącym mężczyzną na świecie.
10 września 2021 w wieku 112 lat i 211 dni został oficjalnie ogłoszony najstarszym mężczyzną świata przez Księgę rekordów Guinnessa. Zmarł nad ranem 18 stycznia 2022 w wieku 112 lat i 341 dni, na trzy tygodnie przed 113. urodzinami.